# Copo (red)
Se llama copo al trozo de red cosido en forma de saco o bolsa en la parte en que terminan las redes de tiro, aunque según los lugares varía considerablemente la denominación y aun la figura de esta pieza. 
Así, en algunos se denomina saco, buche, zurrón, etc., dándose en otros lugares el nombre de copo al cazarrete, collo, maya y corona. En otros confunden el cope con el copo.